# Giải thưởng Làn Sóng Xanh 2001
Giải thưởng Làn Sóng Xanh 2001 do Đài tiếng nói nhân dân thành phố Hồ Chí Minh tổ chức vào năm 2001.

## 10 ca sĩ được yêu thích nhất
Không phân biệt thứ hạng.
| Tên ca sĩ    |
| ------------ |
| Cẩm Ly       |
| Đan Trường   |
| Hồng Nhung   |
| Lam Trường   |
| Minh Thuận   |
| Phương Thanh |
| Quang Linh   |
| Thanh Lam    |
| Trần Thu Hà  |
| Vân Trường   |

## 10 nhạc sĩ có ca khúc được yêu thích nhất
Không phân biệt thứ hạng.
| Tên nhạc sĩ     |
| --------------- |
| Hoài An         |
| Lê Quang        |
| Minh Châu       |
| Kim Tuấn        |
| Nguyễn Nhất Huy |
| Quốc Dũng       |
| Quốc Vượng      |
| Trần Minh Phi   |
| Võ Ngọc Tài     |
| Võ Thiện Thanh  |

## Các giải thưởng khác
| Tên giải thưởng                                          | Chủ nhân giải thưởng               |
| -------------------------------------------------------- | ---------------------------------- |
| Đơn vị sản xuất chương trình ca nhạc được yêu thích nhất | Hãng Phim Trẻ                      |
| Nhạc sĩ hòa âm nhiều bài hát được yêu thích nhất         | Quang Phúc                         |
| Phòng thu có nhiều ca khúc được yêu thích nhất           | • Kim Lợi Studio • Viết Tân Studio |
| Album ấn tượng nhất                                      | Tóc ngắn - Mỹ Linh                 |